# Urolestes melanoleucus
L’averla gazza o averla codalunga africana (Urolestes melanoleucus (Jardine, 1831)) è un uccello passeriforme della famiglia Laniidae, nell'ambito della quale rappresenta l'unica specie ascritta al genere Urolestes Cabanis, 1850.

## Etimologia
Il nome scientifico del genere, Urolestes, deriva dall'aggiunta del prefissoide uro- ("coda", dal greco ουρα/oura) a λῃστης (lēistēs, "ladro"), col significato di "ladro dalla lunga coda" in riferimento appunto alla caratteristica coda (alla quale questi uccelli devono anche uno dei loro nomi comuni) ed all'aspetto ed alla colorazione che richiamano vagamente quelli delle gazze (alla base di un altro dei loro nomi comuni): il nome della specie, melanoleucus, deriva anch'esso dal greco e significa "bianco e nero", dall'unione delle parole μελανος (melanos, "nero") e λευκος (lefkos/leukos, "bianco").

## Descrizione

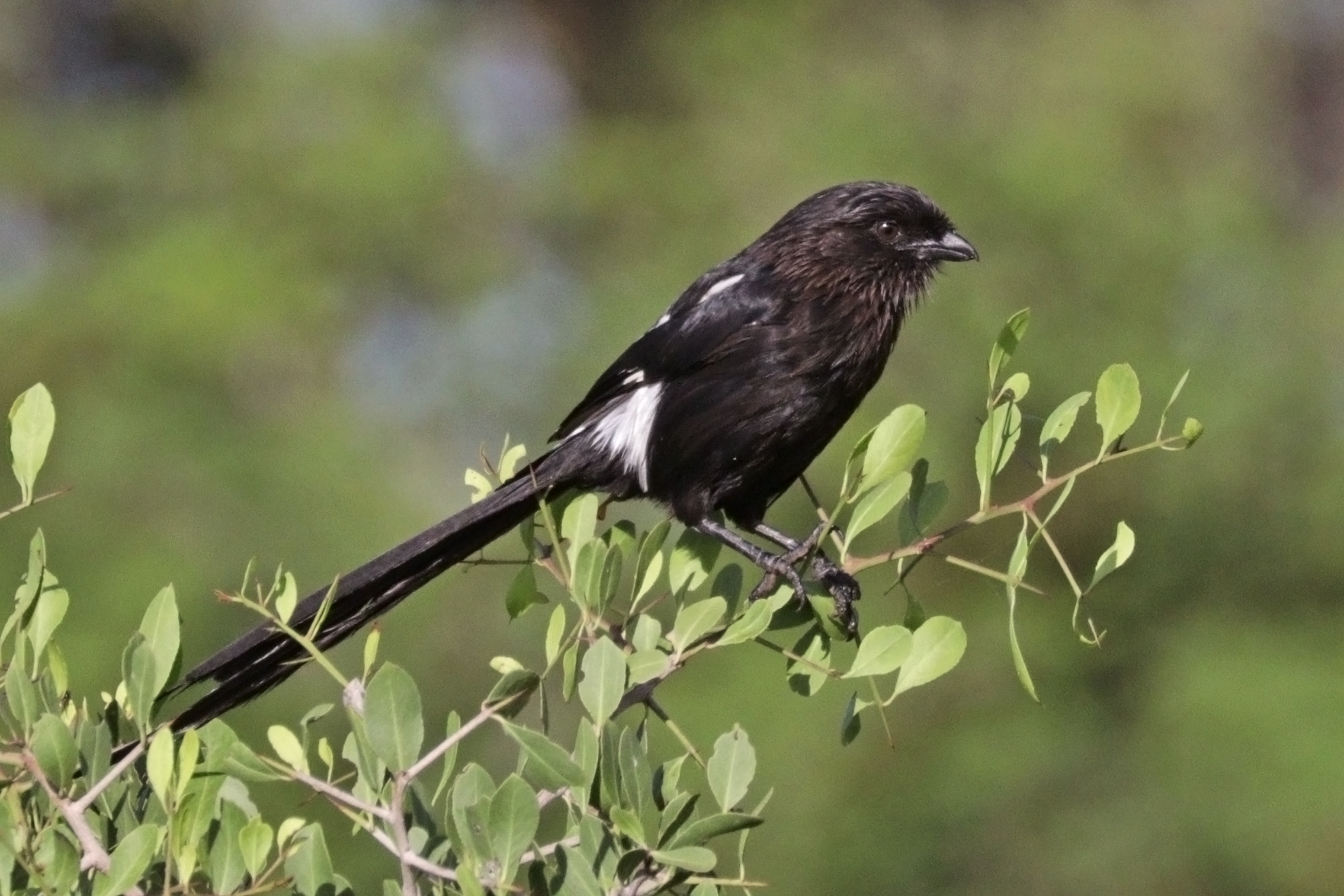
Esemplare nel parco nazionale di Nkasa Rupara.

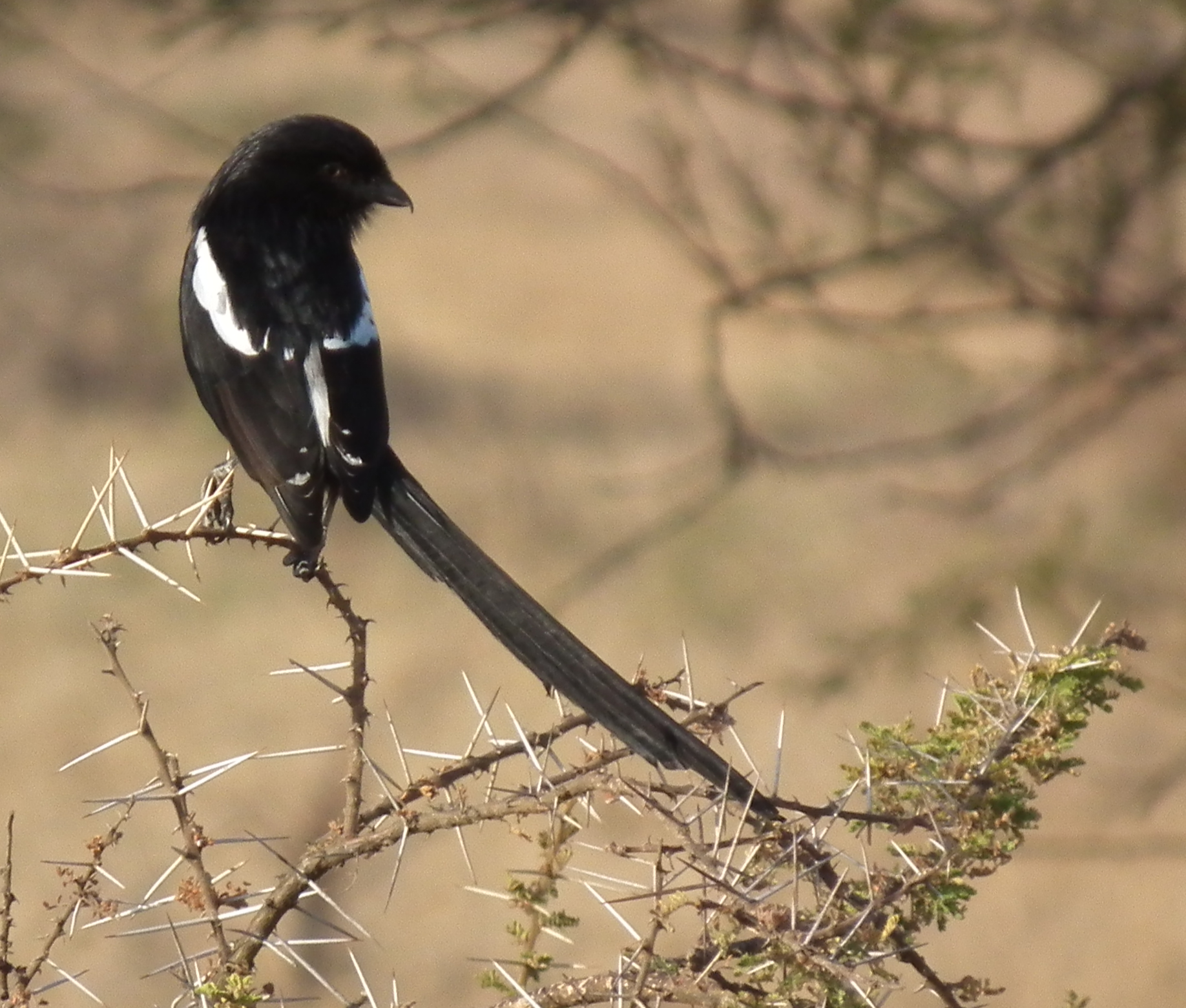
Esemplare nel Serengeti.

### Dimensioni
Misura 34,5-50 cm di lunghezza, per 55-97 g di peso: a parità d'età, i maschi tendono a presentare dimensioni del corpo minori ma coda più lunga rispetto alle femmine (sicché i due sessi mantengono dimensioni totali simili), che da par loro presentano aspetto più massiccio e mostrano generalmente peso maggiore (sebbene alcuni singoli maschi possano essere più pesanti rispetto alle femmine).

### Aspetto
Si tratta di uccelli dall'aspetto massiccio e slanciato, muniti di grossa testa ovale e allungata che sembra incassata direttamente nel tronco, becco corto forte e adunco, ali arrotondate, forti zampe e coda lunga fino a una volta e mezza il corpo.
Il piumaggio è quasi interamente di colore nero, più scuro e lucido su testa, area dorsale, ali e coda e più opaco su area ventrale e fianchi, con sfumature di color bruno-ruggine su gola e petto. Le scapole, le copritrici e l'orlo esterno delle remiganti primarie sono invece di colore bianco candido, a formare due bande o specchietti alari molto evidenti ed una caratteristica "V" bianca sul dorso: dello stesso colore si presentano anche il codione ed il sottocoda.

I due sessi presentano colorazione simile: nelle femmine, tuttavia, l'area bianca di codione e sottocoda risulta maggiore, tendendo ad estendersi anche sui fianchi.
Il becco si presenta di colore nero, e anche le zampe sono dello stesso colore: gli occhi sono invece di colore bruno scuro.

## Biologia

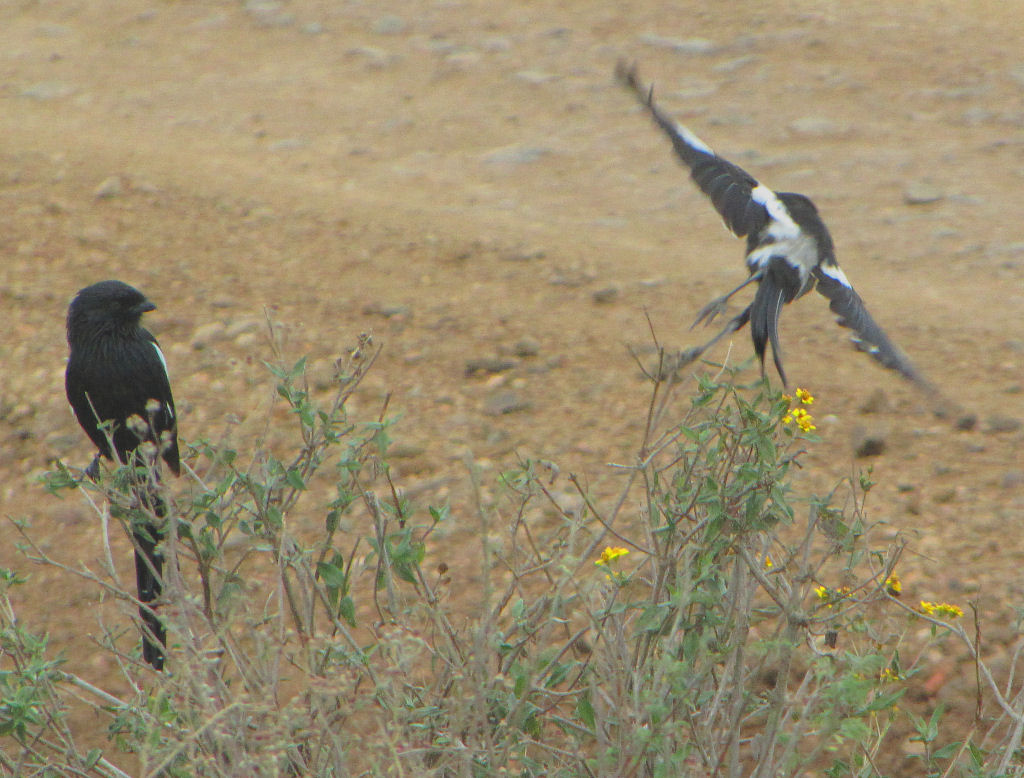
Coppia nel Serengeti.

L'averla gazza presenta abitudini di vita diurne e tende a vivere in coppie o in piccoli gruppi familiari, generalmente composti da una coppia coi propri figli di più nidiate ed eventualmente i rispettivi partner, per un totale di una dozzina d'individui al massimo: questi uccelli possono inoltre associarsi in stormi misti ad altre specie, come il dinemello.

Ciascun gruppo delimita un proprio territorio di circa dieci ettari, che viene difeso gelosamente da eventuali intrusi conspecifici. Questi animali passano la maggior parte della giornata muovendosi assieme attraverso vari posatoi in evidenza (rami sporgenti di alberi isolati, pali della luce, steccati), dai quali possono godere di una vista privilegiata sul territorio circostante, utile sia ad individuare eventuali prede che a scoprire la presenza di intrusi all'interno del territorio.
Si tratta di uccelli piuttosto vocali, che comunicano mediante aspri richiami fischianti composti da una sillaba molto acuta e una seconda più bassa, e che diventano più rauchi ed alti in caso di minaccia: le coppie sono solite duettare durante la stagione degli amori. Le averle gazze presentano una certa varietà di richiami che sembrerebbe riflettere una complessa organizzazione sociale, che rimane tuttavia largamente sconosciuta e per verificare la quale servirebbero ulteriori studi in materia.

### Alimentazione

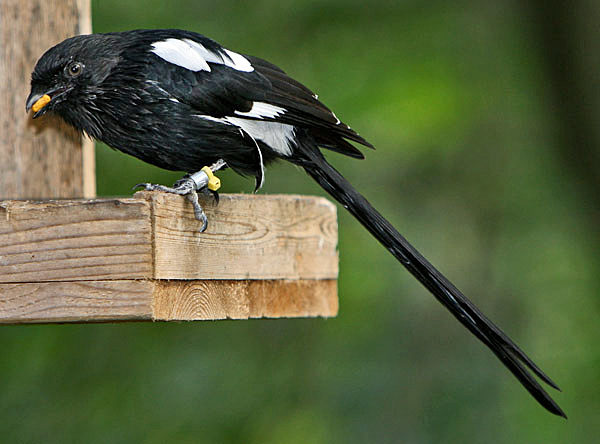
Esemplare si alimenta a una magiatoia in cattività.

Si tratta di uccelli essenzialmente insettivori, la cui dieta si compone in massima parte di ortotteri e mantidi, ma anche di formiche e termiti: occasionalmente, l'averla gazza preda anche piccoli vertebrati (rettili e topolini), ed ancora più sporadicamente questi uccelli sono stati osservati mentre si nutrivano di frutta matura.

### Riproduzione
La stagione riproduttiva tende a variare nell'ambito dell'areale della specie, andando a sovrapporsi in massima parte alla stagione delle piogge locale: si tratta di uccelli monogami, nei quali ciascuna coppia facente parte di un gruppo familiare si riproduce durante la stagione degli amori.
Il maschio corteggia la femmina mediante una serie di posizioni corporee che contemplano il dispiegamento delle ali, il movimento della coda dall'alto verso il basso e l'emissione di richiami fischianti: tali comportamenti sembrerebbero però essere presenti anche all'infuori della stagione riproduttiva, e potrebbero rappresentare semplici comportamenti di saluto fra i due partner.

Il nido, una semplice struttura a coppa, viene costruito fra i rami di un albero o di un cespuglio, intrecciando rametti e foderando l'interno con fibre vegetali: al suo interno la femmina depone 3-5 uova, che provvede a covare da sola fino alla schiusa (che avviene a circa due settimane e mezzo dalla deposizione). I pulli sono ciechi ed implumi alla schiusa, e vengono accuditi dalla sola femmina (imbeccata a sua volta dal maschio e da alcuni dei membri del gruppo) per i primi giorni di vita: in seguito, le cure parentali vengono condivise dalla coppia riproduttrice e dagli altri membri del gruppo, che continueranno ad occuparsi dei giovani ancora per alcune settimane dopo che hanno lasciato il nido.

Durante l'evento riproduttivo, le coppie delimitano un territorio nel territorio dall'estensione media di tre ettari: sebbene come molte altre averle anche nell'averla gazza sia riscontrabile la cooperazione degli altri membri del gruppo d'appartenenza nelle varie fasi dell'evento riproduttivo, esso è quasi totalmente a carico della femmina (che si occupa di costruire il nido, di covare le uova e di accudire i nidiacei nei primissimi giorni di vita) e in misura minore del maschio (che si occupa di reperire il cibo per la femmina durante la cova e le cure parentali, partecipando poi con essa all'allallevamento della prole) riproduttori, mentre alla maggior parte dei membri del gruppo viene precluso l'accesso al territorio di nidificazione, secondo criteri ancora da comprendere.

## Distribuzione e habitat

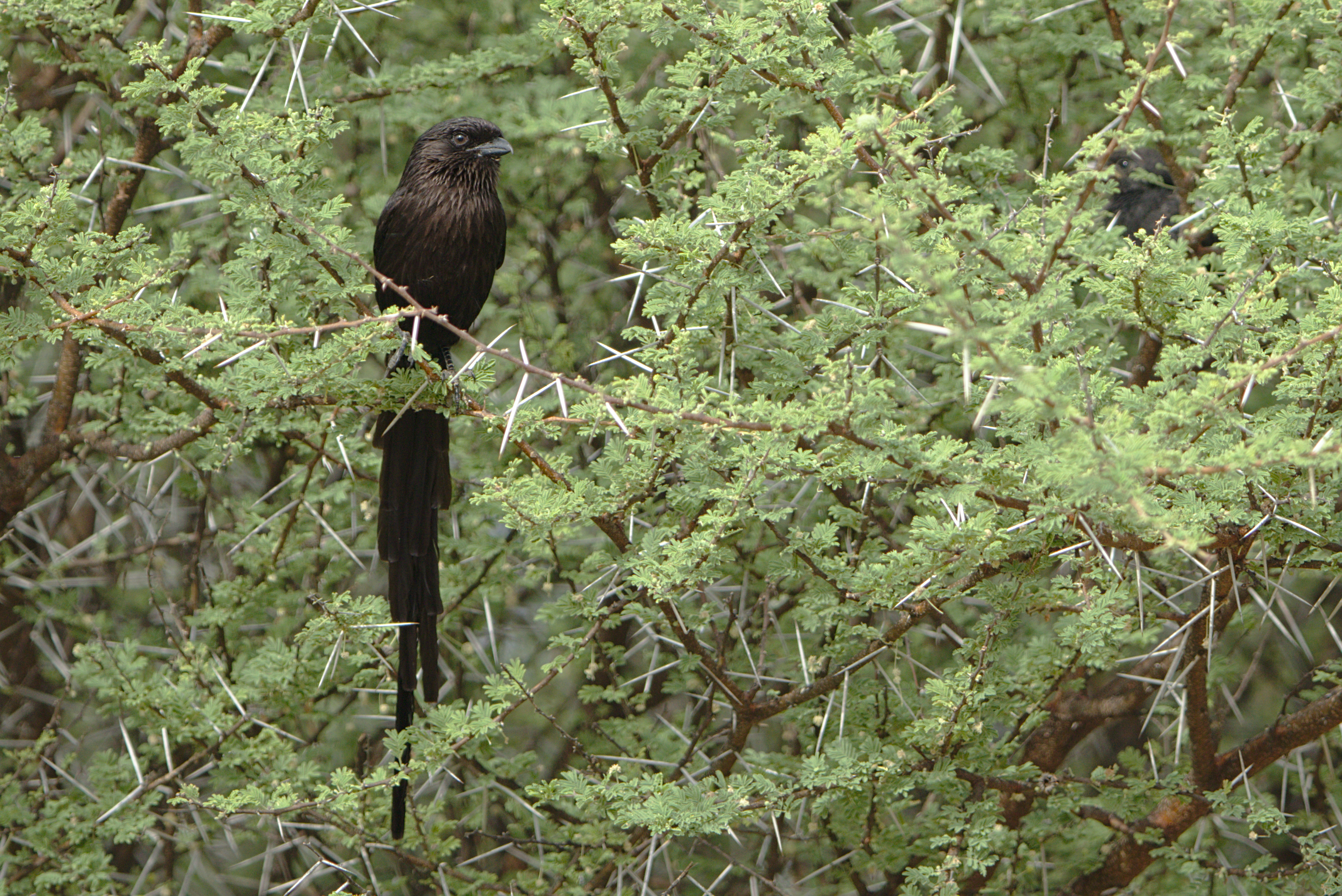
Esemplare nel parco nazionale Marakele.

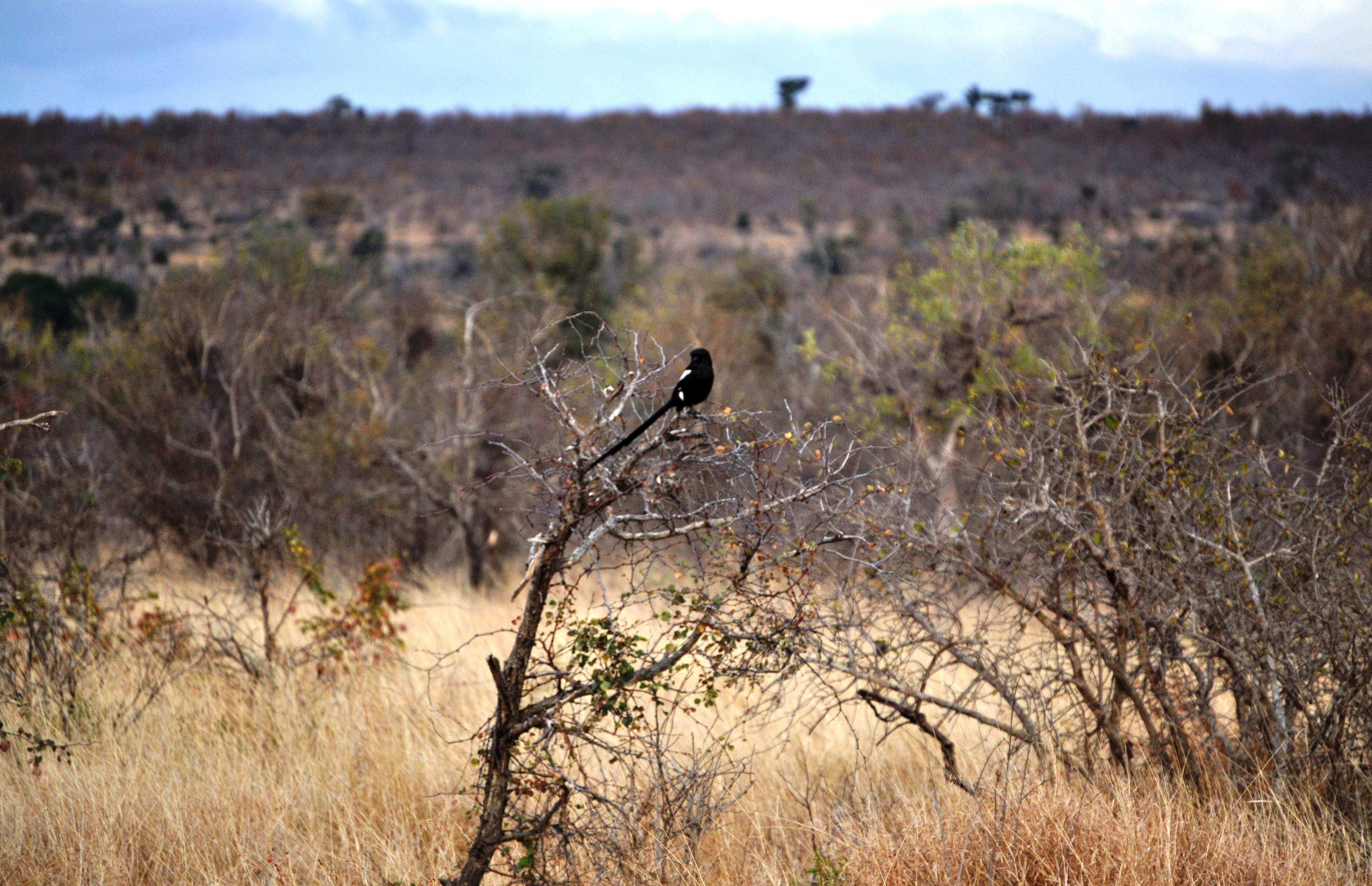
Esemplare nel parco nazionale Kruger.

L'averla gazza è diffusa in Africa subsahariana, dove occupa un areale che va dall'estremità sud-occidentale del Kenya (Masai Mara) al Sudafrica settentrionale (KwaZulu-Natal nord-occidentale e sponde settentrionali del medio corso del fiume Orange) attraverso la Tanzania centrale, l'area di confine fra Malawi sud-orientale e Mozambico, Swaziland, Zimbabwe, Botswana, Zambia sud-occidentale, Namibia nord-orientale e settentrionale e Angola meridionale
L'habitat di questi uccelli è rappresentato dalla savana aperta con presenza di alberi isolati, perlopiù di acacia.

## Tassonomia
Se ne riconoscono tre sottospecie:

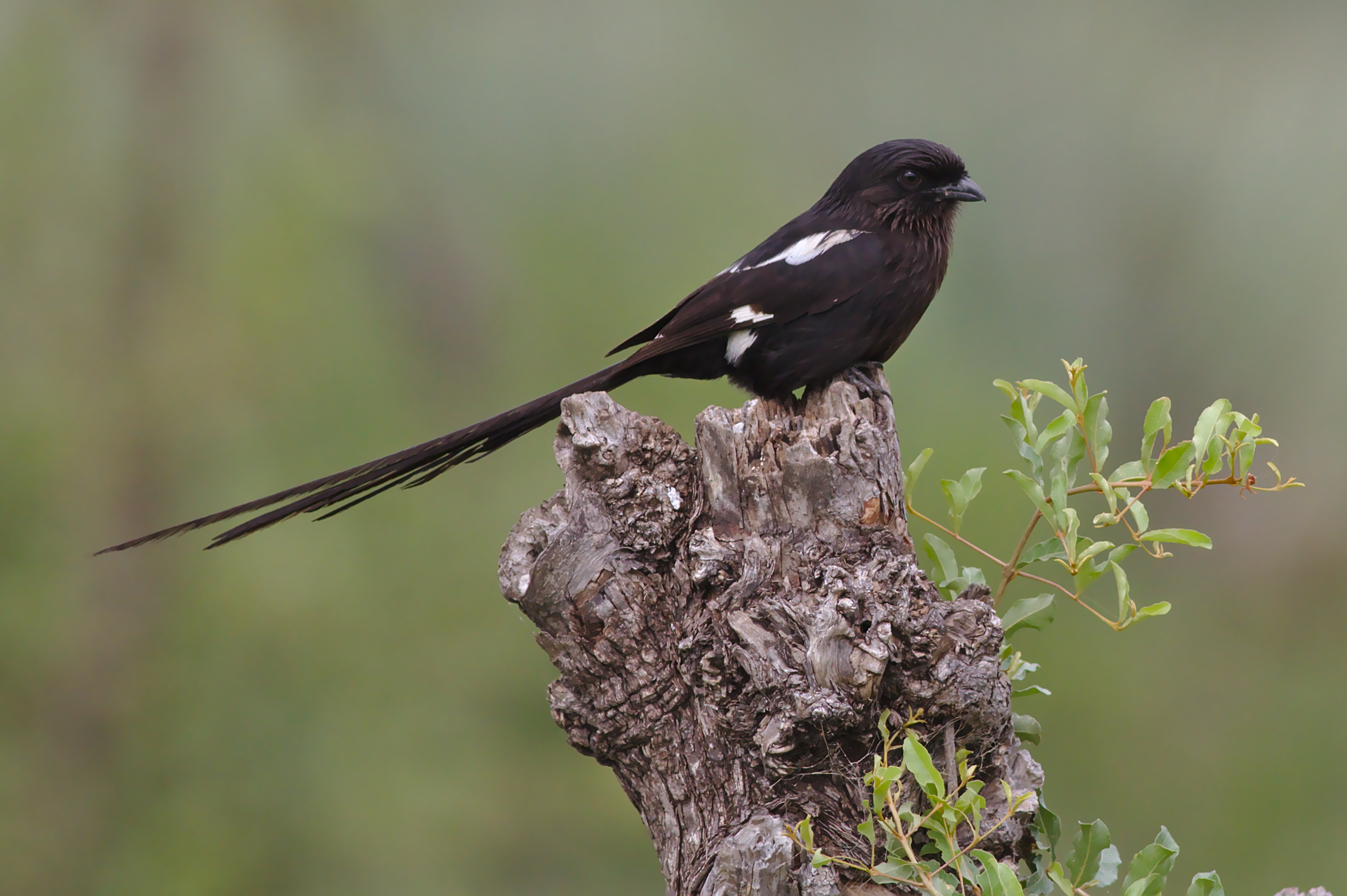
Esemplare della sottospecie expressus.

- Urolestes melanolaucus aequatorialis Reichenow, 1887 - diffusa nella porzione nord-orientale dell'areale occupato dalla specie, dal Kenya al Mozambico;
- Urolestes melanolaucus expressus (Clancey, 1961) -  diffusa nella porzione nord-orientale dell'areale occupato dalla specie (Zimbabwe sud-occidentale, Mozambico meridionale, Swaziland e Sudafrica nord-orientale;
- Urolestes melanolaucus melanoleucus (Jardine, 1831) - la sottospecie nominale, diffusa dal sud dell'Angola al sud-est dello Zambia, a sud fino al Sudafrica settentrionale;

Alcuni autori riconoscerebbero inoltre la sottospecie angolensis del nord-est del deserto del Namib (sinonimizzata la nominale): alcuni autori accorperebbero invece la sottospecie expressus alla nominale.
Nell'ambito della famiglia Laniidae, Urolestes occupa un proprio clade assieme all'affine Corvinella, al quale viene talvolta accorpato da alcuni autori.